# 大龍山駅
大龍山駅(だいりょうさんえき)は、中華人民共和国重慶市渝北区にある重慶軌道交通5号線および6号線の駅である、駅番号は、 5/09と6/14である。